# 葛西治
葛西治（日语：／ Kasai Osamu，1941年11月11日—），日本男性動畫演出家、動畫導演。出身於北海道。

## 來歷
1964年，葛西治從日本大學藝術學院畢業之後，進入東映動畫，師從村山鎮雄、藪下泰次學習動畫演出。
其演出出道作是《甜蜜小天使 (1969年版)》。之後作為東映動畫的演出家，參加了《阿帕契野球軍》、《魔法使恰比》、《蓋特機器人G》、《銀河鐵道999》、《新竹取物語 千年女王》等多部電視動畫。
也曾擔任《大口妹》、《騎士愛我》、《鬼太郎 (第3作)》、《魔法使莎莉 (1989年版)》、《七龍珠GT》等多部電視動畫的導演（＝首席導演、系列導演）。

## 參加作品

### 電視動畫
1970年
- 甜蜜小天使 (1969年版)（演出）

1971年
- 阿帕契野球軍（日语：アパッチ野球軍）（演出）

1972年
- 魔法使恰比（演出）

1973年
- 甜心戰士（演出[1]）
- 玲瓏三勇士S（演出[2]）

1975年
- 蓋特機器人G（演出）
- UFO機器人 古連泰沙（演出）

1976年
- 小甜甜（演出）

1978年
- 銀河鐵道999（演出）

1981年
- 新竹取物語 千年女王（—1982年，演出）

1982年
- 大口妹（日语：あさりちゃん）（系列導演）

1983年
- 騎士愛我（日语：愛してナイト）（系列導演）

1984年
- 高帽子的梅莫兒（系列導演）

1985年
- 俏皮小百寶（演出）
- 鬼太郎 (第3作)（系列導演）

1986年
- 七龍珠（演出）

1989年
- 七龍珠Z（演出）
- 魔法使莎莉 (1989年版)（系列導演）

1991年
- 勇者鬥惡龍 達伊的大冒險 (1991年版)（—1992年，演出）

1996年
- 七龍珠GT（—1997年，系列導演）

1999年
- 神風怪盗貞德（演出）

2000年
- 金田一少年之事件簿（演出）

2001年
- 野野子（日语：ののちゃん）（—2002年，演出）

2003年
- 妮嘉尋親記（演出）

2009年
- 七龍珠改（演出）

### 電影動畫
1967年
- 少年傑克與魔法使（日语：少年ジャックと魔法使い）（演出助手）

1976年
- UFO機器人 古連泰沙對金剛大魔神（日语：UFOロボ グレンダイザー対グレートマジンガー）（演出）

1979年
- 神龍之子太郎（動畫演出）

1986年
- 喀喀喀的鬼太郎：妖怪大戰爭（導演）

1990年
- 劇場版 魔法使莎莉（導演）

1998年
- 蓮如物語（導演）

## 相關項目
- 東映動畫
- 日本動畫師列表（日语：アニメ関係者一覧）